# إعلان حرية الإنترنت
إعلان حرية الإنترنت هو إعلان عبر الإنترنت لعام 2012 للدفاع عن الحريات على الإنترنت وقعه عدد من المنظمات والأفراد البارزين. ومن أبرز الموقعين منظمة العفو الدولية ومؤسسة الحدود الإلكترونية ومراسلون بلا حدود ومؤسسة موزيلا وآخرين.
يدعم الإعلان وضع خمسة مبادئ أساسية لسياسة الإنترنت:
- عدم الرقابة على الإنترنت.
- الوصول الشامل إلى شبكات سريعة وبأسعار معقولة.
- حرية الاتصال والتواصل والإبداع والابتكار عبر الإنترنت.
- حماية التقنيات الجديدة والمبتكرين الذين يسيء المستخدمون استخدام ابتكاراتهم.
- يتم استخدام حقوق الخصوصية وقدرة مستخدم الإنترنت على التحكم في المعلومات المتعلقة بها.

بدأ ترجمة الإعلان من خلال جهد تعاوني بدأته الأصوات العالمية في أغسطس 2012، وفي نهاية الأسبوع الأول من أغسطس تم توفيره إلى 70 لغة، تم توفير نصفها تقريبًا بواسطة متطوع واحد مترجمين آخرين.